# Horokhiv
Horokhiv (ukrainsk: Горохів, polsk: Horochów, jiddisch: ארכעוו Arkhev, russisk: Горохов) er en by i det historiske landskab Volhynien i det nordvestlige Ukraine. Den ligger tæt på grænsen til Polen og ligger i Lutsk rajon i Volyn oblast. Byen har 8.925 (2022) indbyggere.

## Historie
Den første skriftlige omtale af det var i 1240 i Hypatiuskrøniken.
Fra 1795 og indtil den Russiske revolution i 1917 var den en del af Volhynisk guvernement i det Russiske kejserrige; fra 1921 til 1939 var den en del af Wołyń voivodskab i Polen.
En jernbanestation blev bygget her i 1924-1925.
Fra september 1939 var den en del af USSR. I 1939 blev den også en by.
Her er der udgivet en lokal avis siden 1939.
Tyskerne besatte byen fra sommeren 1941 til juli 1944. En stor del af byens jødiske befolkning, som udgjorde over halvdelen af byens indbyggere, døde under Holocaust.

## Galleri
- Kristi Himmelfartskirken (1844)
- Klokketårnet til Kristi Himmelfartskirken
- Fresco ved indgangsportalen
- Kapel (1871)
- Mindesmærke for 2. verdenskrig
- Massegrave for faldne under 2. verdenskrig